# Drino rufa
Drino rufa är en tvåvingeart som beskrevs av Zeegers 2007. Drino rufa ingår i släktet Drino och familjen parasitflugor. Inga underarter finns listade i Catalogue of Life.